# Калишский погром
Калишский погром — эпизод в начале Первой мировой войны, в ходе которого германская армия учинила расправу над гражданским населением занятого 2 августа 1914 года российского города Калиш.
К началу войны Калиш был пограничным российским городом на германской границе с населением в 65 тыс. человек. После объявления Германией войны России российский гарнизон покинул Калиш, а 2 августа 1914 года вошел в город германский разъезд во главе с офицером. Навстречу разъезду вышли на главную Броцлавскую улицу с белым флагом президент города и 3 видных обывателя, знающих немецкий язык. Офицер беседовал с делегатами города около 15 минут, приставляя поочередно дуло своего револьвера к виску каждого из них, в это же время все солдаты разъезда держали в руках револьверы и пики направленными в сторону делегатов.
В понедельник утром 21(3) на всех углах появились объявления коменданта Пройскера, в коих жители призывались к спокойствию; им предлагалось открывать торговлю, так как жизнь и целость имущества жителей вне опасности. В этот же день комендант ввел в городе военное положение, прекратил действие обывательской милиции и по городу стали ходить усиленные наряды солдат — дом телефонной станции, например, охранялся нарядом из 30 солдат.
4 августа в городе зазвучали выстрелы. Затем началось обстреливание городских улиц пулеметами и расстрел всех мужчин, живущих в домах, из которых якобы были сделаны выстрелы в немецкие войска. Было убито и расстреляно более 100 человек, в том числе много возвращавшихся из Ласка запасных. Немецкие войска подозревали наличие диверсантов в городе и открыли беспорядочный огонь. Из-за неразберихи солдаты пострадали от своих же пуль. С целью проведения розыскных мероприятий из числа горожан были взяты заложники, а на город назначена контрибуция в 50 тысяч рублей. Впоследствии из 800 взятых в заложники на Холме Ветряных Мельниц было расстреляно 80 посредством децимации. В целях устрашения немецкие войска майора Пройскера вышли из города и подвергли жилые кварталы артиллерийскому обстрелу. 5 августа из города начался массовый исход гражданского населения. Так как порядка 95% городской довоенной застройки оказалось в руинах, в т.ч. были сожжены здания городских ратуши и театра, население города сократилось с 70 до 5 тысяч человек.
Немецкая комиссия оценила понесенные городом убытки в 25 миллионов рублей золотом. Материальные потери, подсчитанные в 1918 г. Взаимным страхованием зданий от пожаров в Царстве Польском, составили 29,5% от всех потерь, понесенных Королевством Польским во время Первой Мировой Войны.
Трагедия Калиша была представлена в произведении польской писательницы и драматурга Марией Домбровской в тетралогии «Ночи и дни» (1931–1934).
Хотя и принято считать, что Калиш был почти полностью уничтожен частями под командованием майора Германа Пройскера; однако есть источники, указывающие на полковника Хоффмана из пехотного полка № 7 ландвера, как на преступника 